# Наваз Шариф
Мухаммед Наваз Шариф (англ. Muhammad Nawaz Sharif; нар. 25 грудня 1949, Лахор) — прем'єр-міністр Пакистану (з 5 червня 2013 по 28 липня 2017 року). Вже був прем'єр міністром у 1990-1993 та 1997-1999. Лідер однієї з фракцій Мусульманської ліги Пакистану. У 1999 році був повалений військовими на чолі з генералом Первезом Мушаррафом і роком пізніше висланий з країни. Раніше займав посади головного міністра (1985-1990) і міністра фінансів (1981-1985) найбільшої пакистанської провінції Пенджаб. У листопаді 2007 року повернувся на батьківщину, щоб брати участь в лютневих парламентських виборах. Його партія разом з Пакистанською народною партією Беназір Бхутто отримала більше половини місць.

## Навчання
Мухаммед Наваз Шаріф народився 25 грудня 1949 року в пакистанському місті Лахор в сім'ї процвітаючого промисловця. Закінчив Коледж управління в Лагорі і юридичний факультет Університету провінції Пенджаб. При заступництві військового керівництва і спецслужб почав кар'єру в політиці.

## Політична кар'єра
З 1981 року займав посаду міністра фінансів, а з 1985 року — головного міністра в уряді провінції Пенджаб. В кінці 1980-х років вступив в боротьбу з тодішнім прем'єр-міністром Беназір Бхутто. На виборах 1990 року альянс прихильників Шарифа отримав перемогу, і він очолив уряд, але в 1993 році вимушений був піти у відставку. У 1997 році знов виграв загальні вибори, набравши дві третини голосів виборців, і повторно зайняв пост прем'єр-міністра.
Натхнений зростанням числа своїх прихильників, Шариф став активно укріплювати владу уряду і вступив в протистояння з військовою елітою. У 1999 році спробував відправити у відставку командувача збройними силами генерала Первеза Мушаррафа, але сам був повалений в ході безкровного перевороту. Мушарраф очолив керівництво країни, а Шариф разом з родичами в 2000 році був висланий з Пакистану на десятирічний термін.
В період роботи на посаді прем'єра Шарифа неодноразово звинувачували в корупції і некомпетентності, і прихід Мушаррафа був прихильно зустрінутий в різних прошарках суспільства. Проте в подальші роки популярність генерала знижувалася, а число прихильників Шарифа, навпаки, росло, хоча частина його партії, Мусульманської ліги Пакистану, встала на сторону Мушаррафа.
У серпні 2007 року Верховний суд Пакистану визнав за Навазом Шарифом і його братом Шабазом право повернутися на батьківщину. Мушарраф опинився в критичному становищі: на майбутніх осінніх виборах проти нього могли виступити два впливові екс-прем'єри — Шариф і Бхутто, що також проживала за кордоном.
Шариф прилетів до Пакистану у вересні 2007, проте влада країни заарештували його за звинуваченням у відмиванні грошей, і через кілька годин колишній прем'єр-міністр був знов висланий за кордон. Нову спробу повернутися він зробив в листопаді, після перемоги Мушаррафа на жовтневих президентських виборах. Цього разу екс-прем'єр залишився в країні і вступив в політичну боротьбу.
У лютневих виборах 2008 року (з урахуванням довиборів в червні) партії Бхутто і Шарифа отримали більшість голосів в парламенті і згодом сформували правлячу коаліцію.

### Відставка
Верховний суд Пакистану 28 липня 2017 року відправив Н.Шарифа у відставку через корупційний скандал через офшори у Панамі. Розслідування велось з 2015 року